# Томна
То́мна, Томка — река в России, протекает в Кинешемском районе Ивановской области. Устье реки находится в 2434 км от истока Волги, впадая по правому берегу в Горьковское водохранилище в Кинешме. Длина реки составляет 11 км.
Исток реки в лесу восточнее деревни Власиха в 8 км к юго-востоку от центра Кинешмы. Течёт на север. Верхнее течение проходит по ненаселённой местности, в нижнем течении пересекает село Луговое, ниже которого протекает по восточным районам Кинешмы, где и впадает в Горьковское водохранилище.

## Данные водного реестра
По данным государственного водного реестра России относится к Верхневолжскому бассейновому округу, водохозяйственный участок реки — Волга от города Кострома до Горьковского гидроузла (Горьковское водохранилище), без реки Унжа, речной подбассейн реки — Волга ниже Рыбинского водохранилища до впадения Оки. Речной бассейн реки — (Верхняя) Волга до Куйбышевского водохранилища (без бассейна Оки).
Код объекта в государственном водном реестре — 08010300412110000013612.